# Werner Neubauer (Politiker)

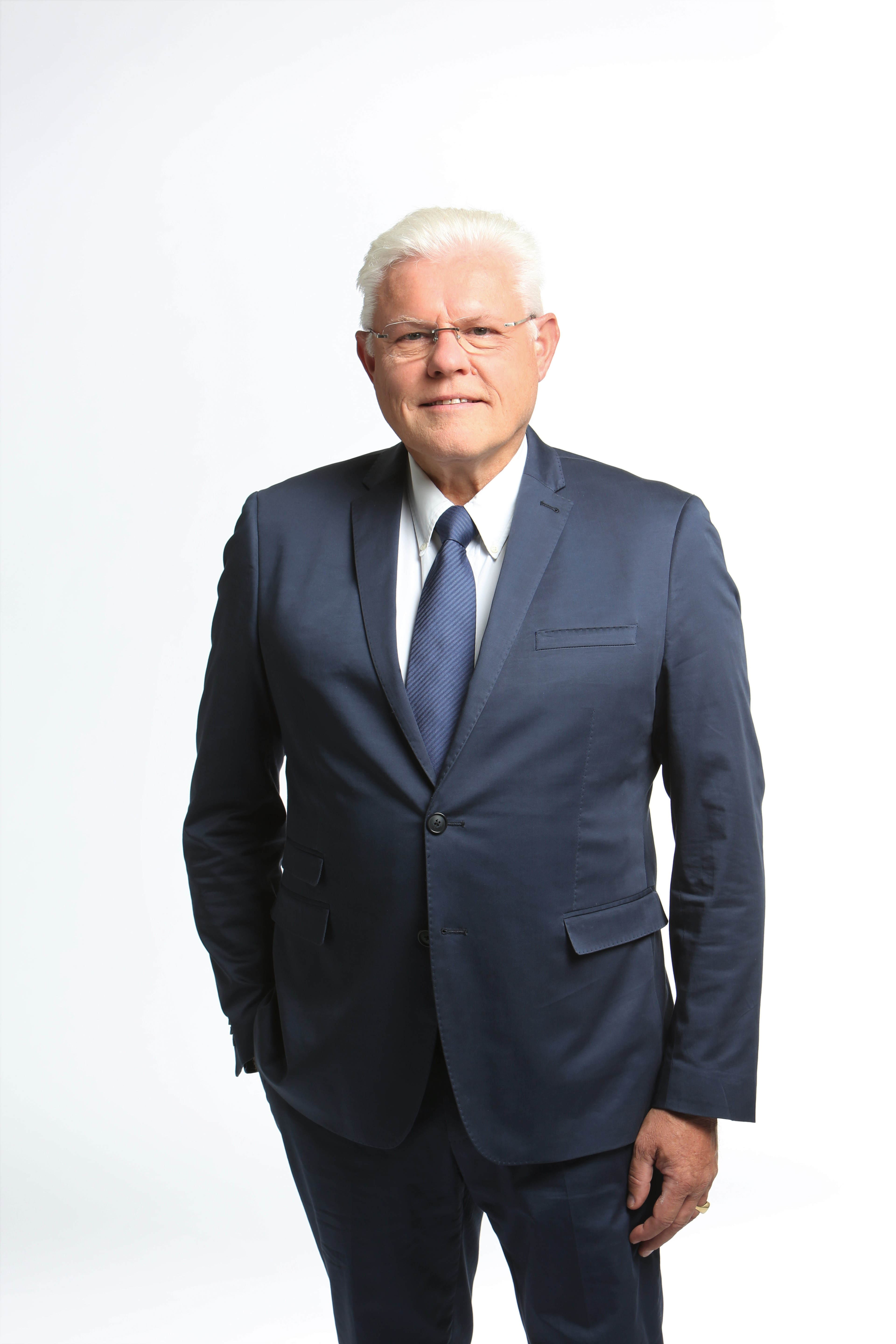
Werner Neubauer (2021)

Werner Neubauer (* 29. Oktober 1956 in Linz) ist ein österreichischer Politiker (FPÖ), Buchautor, Publizist und Regisseur. Er war vom 30. Oktober 2006 bis zum 22. Oktober 2019 Abgeordneter im österreichischen Nationalrat.

## Schule und Ausbildung
Werner Neubauer besuchte von 1963 bis 1967 die Volksschule in Feldkirchen an der Donau und anschließend in Linz bis 1973 das Bundesrealgymnasium Fadingerstraße. Danach leistete er seinen Präsenzdienst ab. Während seiner Tätigkeit als Magistrats-Angestellter absolvierte er zwischen 1981 und 1985 das Realgymnasium für Berufstätige, das er mit der Matura abschloss. Später begann er ein Studium der Kunstgeschichte an der Katholischen Privatuniversität Linz, das er 2017 mit dem akademischen Titel eines Bachelor of Arts abschloss.
2021 beendete Neubauer sein Masterstudium der Kunstgeschichte an der Katholischen Privatuniversität Linz. Thema seiner Masterarbeit war „Architektur der Macht – Aktueller Umgang mit faschistischer Architektur im Städtevergleich Bozen (Südtirol) und Asmara (Eritrea)“.

## Beruflicher Werdegang
Werner Neubauer war von 1978 bis 2002 beim Magistrat Linz beschäftigt. Von 1986 bis 2000 arbeitete er als Fachreferent für Bau- und Gewerbeangelegenheiten. 2002 wechselte er in das Amt der Oberösterreichischen Landesregierung und war als Referent im Ressort Wasserrecht des Landesrates Hans Achatz (FPÖ) tätig. Zwischen 2003 und 2006 war Neubauer ebenfalls als Referent für Anlagenverfahren: Abfallwirtschaft, Abfallbeseitigung, Bezirksabfallverband, Wasserwirtschaft, Abwasserentsorgung, Deponien, Recyclinganlagen und Gewerbewirtschaft an der Bezirkshauptmannschaft Urfahr-Umgebung tätig. Seit 2002 ist Neubauer Generalsekretär des Österreichischen Seniorenringes.
In den 2020er Jahren war Neubauer als Buchautor, Publizist und Regisseur tätig. Im September 2024 wurde in Südtirol sein Film „Luis Amplatz - Im Labyrinth von Leben und Tod“ über einen Südtirol-Aktivisten der 1960er Jahre vorgestellt.

## Politik
Werner Neubauer trat 1978 der SPÖ bei, Mitte der 1980er Jahre wechselte er zur FPÖ. 1991 stieg er als Gemeinderat der FPÖ in der Stadt Linz in die Politik ein und war zwischen 1998 und 2005 Ortsparteiobmann der FPÖ Linz-Mitte. Vom Frühjahr 2009 bis 2012 stand Neubauer der FPÖ Ortsgruppe Linz-West vor. Zwischen 1991 und 2005 war Neubauer Mitglied der Bezirksparteileitung der FPÖ Linz, der er seit 2007 wiederum angehört. von 2002 bis 2015 bekleidete Neubauer die Funktion des Generalsekretärs im Österreichischen Seniorenring. Im Dezember 2015 wurde er zum Bundesobmann gewählt.
Seit 2005 ist er Mitglied im Bundesparteivorstand der FPÖ, von 2006 bis 2012 auch Mitglied des Landesparteivorstandes der FPÖ Oberösterreich.
Bei den Nationalratswahlen 2006 trat Neubauer im Wahlkreis 4a an und wurde über den Bundeswahlvorschlag gewählt. Er zog im Oktober 2006 in den Nationalrat ein. Schwerpunkte seiner Tätigkeit als Abgeordneter waren die Themen Südtirol, Soziales, Senioren, Umwelt und seine Mitwirkung im Kulturausschuss. Er war Seniorensprecher der FPÖ. Nach der Nationalratswahl 2019 schied er aus dem Nationalrat aus.
2009 gründete Neubauer den Verein SOS-Abendland, dessen Bundesobmann er bis 2015 war. Neubauer hat auf Anfrage der rechtsextremen Zeitschrift Die Aula für die Publikation „1848 – Erbe und Auftrag“ den Beitrag „1848 in Linz und dem Land ob der Enns“ verfasst.
Neubauer ist verheiratet und hat drei Kinder. Er ist Alter Herr der deutschnationalen Schülerverbindung Gothia Meran im ÖPR, der Schützenkompanie "Major Josef Eisenstecken" Gries, Obmann des Bergiselbundes Österreich und Mitglied des Österreichischen Turnerbundes (ÖTB), Neubauer kommentierte in der Vergangenheit außerdem auf unzensuriert.at aktuelle Geschehnisse.
Umfangreiche Aktivität zeigte er in der Südtirolfrage. Er war Mitglied des Südtirol-Ausschusses des österreichischen Nationalrats und brachte dort Beschlussanträge ein, auch führte er Gespräche mit den im Südtiroler Landtag vertretenen Parteien.
Zu Vorgängen an der Universität Innsbruck  brachte Neubauer Anfragen ein ein und legte Beschwerden vor, die schließlich in einem Bericht des Rechnungshofs vom Mai 2019 thematisiert wurden.

## Kontroversen
In jahrelangem Konflikt stand Neubauer mit dem Linzer Kriminalbeamten und Datenforensiker Uwe Sailer, dem Neubauer Bespitzelung der FPÖ vorwarf. Sailer wurde von Neubauer nach diversen Paragrafen des Strafgesetzbuches angezeigt, keine der Anzeigen führte jedoch zu einer Anklage.
Neubauer trat im Jahr 2010 bei einer „Anti-Minarett-Konferenz“ der rechtsextremen Kleinpartei Pro NRW auf, wo er dem Publikum erklärte, dass er Deutscher sei, weil seine Großeltern Deutsche gewesen seien. Aus diesem Grund hätte er gemeinsam mit seiner Mutter nach der Scheidung der Eltern die deutsche Staatsbürgerschaft bekommen sollen. Die Einladung von Pro NRW habe ihn zurück in seine Heimat gebracht.
In seiner Rede, mit der Neubauer auch in einem Bericht des deutschen Verfassungsschutzes erwähnt wurde, machte er sich über homosexuelle Politiker lustig und behauptete, dass die Wiener SPÖ beabsichtige, die Nikolaus-Feierlichkeiten wegen Migranten abzuschaffen.

## Auszeichnungen
- 2017: Großes Goldenes Ehrenzeichen für Verdienste um die Republik Österreich[21]
- 2020:  Orden der Aufgehenden Sonne, am Halsband, goldene Strahlen[22]

2024: Großes Goldenes Ehrenzeichen der Stadt Linz für Verdienste um die Humanität